# Marcel Haščák
Marcel Haščák (Poprad, 3 febbraio 1987) è un hockeista su ghiaccio slovacco.

## Palmarès

### Mondiali
- 1 medaglia:
  - 1 argento (Finlandia/Svezia 2012)